# Philippe Hoffmann
 (septembre 2023).
Philippe Hoffmann, né le 19 juin 1953 à Paris, est un helléniste et universitaire français, spécialiste des philosophies et théologies antiques, en particulier du néoplatonisme.

## Biographie
Élève de l'École normale supérieure de la rue d'Ulm (promotion 1972), agrégé de lettres classiques en 1975 et docteur en études grecques de la faculté des lettres de Paris, il est professeur de l'enseignement secondaire, pensionnaire de la Bibliothèque nationale (1978-1982) avant de rejoindre l'enseignement supérieur dans les années 1980,. Il suit notamment les cours de philologie grecque de Jean Irigoin, où il côtoie une jeune Anne Boud'hors.
Il poursuit sa carrière universitaire comme maître de conférences à l'ENS de Ulm, où il est nommé sous-directeur de laboratoire en 1993. Directeur d'études à l’École pratique des hautes études (1984-2021), il est directeur du Laboratoire d’études sur les monothéismes entre 1998 et 2009, président, puis doyen (2006) de la section des sciences religieuses de l’École pratique des Hautes Études entre 2022 et 2010,.
Habilité à diriger des recherches de l'université Paris IV-Sorbonne en 1998, il est professeur invité à l’université de Neuchâtel entre 2003 et 2004 et directeur-adjoint du groupement d’Intérêt Scientifique du Centre national de la recherche scientifique entre 2010 et 2013.
Directeur du laboratoire d’excellence (LabEx) HASTEC (« Histoire et anthropologie des savoirs, des techniques et des croyances ») entre 2011 et 2019, il est membre de l'Association Guillaume-Budé, de l’Association pour l'encouragement des études grecques en France, de l'Association des professeurs de langues anciennes de l'enseignement supérieur, du comité international de Paléographie grecque et du conseil scientifique de la Fondazione Collegio San Carlo. Il est également membre du conseil d’administration de l’Institut d’Études augustiniennes, codirecteur de la Revue de Philologie, de Littérature et d’Histoire anciennes et membre de l’Academia Platonica Septima Monasteriensis.
Correspondant français de l’Académie des inscriptions et belles-lettres depuis 2016, il est élu le 29 janvier 2021 comme membre de cette Académie, au fauteuil de l'historien moderniste Jean Delumeau.

## Publications principales
- Commentaire sur les "Catégories" d'Aristote, Leyde, Brill, coll. « Philosophia Antiqua », 1990[8].
- Le monde du roman grec (ouvrage collectif), Paris, Éditions Rue d'Ulm, 1992.
- Antiquités imaginaires : la référence antique dans l'art occidental de l'Antiquité à nos jours [sous la dir. de], Paris, Éditions Rue d'Ulm, 1996.
- Recherches de codicologie comparée : la composition du codex au Moyen Âge, en Orient et en Occident (avec Christine Hunzinger), Paris, Presses de l'École normale supérieure, 1998.
- Le rire des anciens (avec Monique Trédé), Paris, Presses de l'École normale supérieure, 2001.
- Pluralisme religieux : une comparaison franco-vietnamienne [sous la dir. de], Turnhout, Brepols, 2007.
- Langage des dieux, langage des démons, langage des hommes dans l'Antiquité [sous la dir. de], Turnhout, Brepols, 2007.
- (it) Vita quotidiana di un maestro neoplatonico: Le radici tardoantiche dell’educazione, Bologne, Edizioni Dehoniane Bologna, 2017.
- L'invention de l'autobiographie d'Hésiode à Saint Augustin [sous la dir. de], Paris, Éditions Rue d'Ulm, 2018.
- Genèses antiques et médiévales de la foi [sous la dir. de], Paris, Institut d’Études augustiniennes, 2020.
- Théories et pratiques de la prière à la fin de l’Antiquité [sous la dir. de], Turnhout, Brepols, 2020.
- Les mystères au IIe siècle de notre ère : un tournant [sous la dir. de], Turnhout, Brepols, 2021.
- Relire les Éléments de théologie de Proclus : réceptions, interprétations antiques et modernes [sous la dir. de], Paris, Hermann, 2021[9].

## Distinctions
- Chevalier de l'ordre national du Mérite (1995) [2],[10];
- Commandeur de l'ordre des Palmes académiques[2] (chevalier en 2005 ; officier en 2011[10]) ;
- Prix Romieu (1977)[10].